# Otto Saurer
Otto Saurer (* 25. Jänner 1943 in Prad; † 19. Jänner 2020 in Bozen) war ein italienischer Politiker aus Südtirol.

## Leben
Saurer absolvierte nach der Matura am Vinzentinum ein Studium der Rechtswissenschaften an den Universitäten Innsbruck und Padua. Dabei war er 1966 und 1967 Vorsitzender der Südtiroler Hochschülerschaft. Beruflich arbeitete er anschließend – nach einem Rechtsanwaltspraktikum und Tätigkeiten im kulturellen Bereich sowie der öffentlichen Wohnbauverwaltung – als Direktor des Südtiroler Wohnbauinstituts.
Saurer war von 1969 bis 1974 Gemeinderat seiner Heimatgemeinde Prad. Er war einer der Gründer des Arbeitnehmer-Flügels der Südtiroler Volkspartei, die er von 1983 bis 2008 im Landtag und damit gleichzeitig im Regionalrat Trentino-Südtirol vertrat. Saurer war von 1984 bis 2008 in den Kabinetten Magnago VI, Durnwalder I, Durnwalder II, Durnwalder III und Durnwalder IV Mitglied der Südtiroler Landesregierung, von 1989 an als Landeshauptmannstellvertreter. Dabei war er von 1984 bis 1993 Landesrat für die Ressorts Arbeit, deutsche und ladinische Berufsbildung sowie Gesundheits- und Sozialwesen. In der anschließenden Legislaturperiode bis 1998 verlor er die Zuständigkeit für Arbeit, von 1999 bis 2003 war er verantwortlich für die Bereiche Personal, Gesundheits- und Sozialwesen. In seiner letzten politischen Amtsperiode war Saurer Landesrat für deutsche Schule, deutsche und ladinische Berufsbildung, Berufsberatung aller drei Südtiroler Sprachgruppen, Lehrlingswesen und Heime.

## Auszeichnungen
- 1996: Großes Goldenes Ehrenzeichen mit dem Stern für Verdienste um die Republik Österreich[4]
- 2009: Ehrensenator der Universität Innsbruck